# William Paine Sheffield

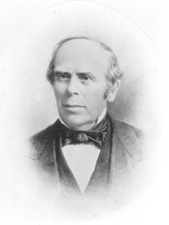
William Paine Sheffield

William Paine Sheffield, född 30 augusti 1820 i New Shoreham, Rhode Island, död 2 juni 1907 i Newport, Rhode Island, var en amerikansk politiker. Han representerade delstaten Rhode Island i båda kamrarna av USA:s kongress, först i representanthuset 1861–1863 och sedan i senaten 1884–1885.
Sheffield var delegat till Rhode Islands konstitutionskonvent 1841 och 1842. Han utexaminerades 1843 från Harvard Law School och inledde sedan sin karriär som advokat i Rhode Island.
Sheffield efterträdde 1861 Christopher Robinson som kongressledamot. Han efterträddes två år senare av Thomas Jenckes.
Senator Henry B. Anthony avled 1884 i ämbetet och Sheffield blev utnämnd till hans efterträdare. Sheffield representerade republikanerna i senaten och efterträddes 1885 av Jonathan Chace.
Sheffields grav finns på Island Cemetery i Newport. Sonen William Paine Sheffield Jr. var ledamot av USA:s representanthus 1909–1911.